# MK 103
 (décembre 2017).
Si vous disposez d'ouvrages ou d'articles de référence ou si vous connaissez des sites web de qualité traitant du thème abordé ici, merci de compléter l'article en donnant les références utiles à sa vérifiabilité et en les liant à la section « Notes et références ».
Le MK-103 (ou Maschinenkanone 103) était un canon automatique de 30 mm qui équipait certains avions allemands vers la fin de la Seconde Guerre mondiale. Il était fabriqué par l'entreprise Rheinmetall.

## Utilisation
Son usage était principalement antichar du fait de la vélocité élevée et de la pénétration importante de ses munitions. On en trouvait notamment sur certains bimoteurs d'attaque au sol comme les Me-410.
Ce canon était néanmoins peu employé du fait de son manque de fiabilité, et son manque d'efficacité en comparaison avec des moyens antichar plus conventionnels comme les bombes ou les roquettes.
Il était également utilisé sur le véhicule anti-aérien Kugelblitz (prototype).